# REDSQUARE
REDSQUARE（レッドスクエア、朝: 레드스퀘어）は、2020年5月19日にデビューした、aboutエンターテイメント所属の韓国の5人組女性ガール・グループである。グループ名の『REDSQUARE』には、誰にでも愛される音楽がある「スクエア（Square）」という空間を強烈なレッドに染めて、代替不可能なK-POPのランドマークになるという抱負を表している。
メンバーのグリーン、チェア、アリ、ボミンの4人は、GOOD DAYの元メンバーである。2022年6月に活動を停止した。

## 略歴
- 2020年3月22日、当グループのデビューを発表。
- 2020年3月14日、グループ名とロゴマークを発表。
- 2020年5月4 - 8日、チェア、ボミン、リナ、グリーン、アリの順番で1日ずつメンバーを公開。
- 2020年5月19日、1stシングル『PREQUEL』をリリースしデビュー[3]。

## メンバー

### プロフィール
| 名前                             | プロフィール |
| -------------------------------- | --- |
| グリーン （朝: 그린、英: Green） | - 本名：キム・ジウォン（朝: 김지원、英: Kim Ji-Won） - 生年月日：1997年1月7日（28歳） - 身長：168cm - 血液型：B型 - 出身地： 韓国 - ポジション：リードボーカル、ビジュアル、センター - 元GOOD DAYのメンバーでジニーとして活動していた。 |
| リナ （朝: 리나、英: Lina）      | - 本名：オ・ヘス（朝: 오혜수、英: Oh Hye-Soo） - 生年月日：1997年5月23日（27歳） - 出身地： 韓国 - ポジション：メインボーカル - 2020年3月19日にシングルアルバム「Do I Feel」でソロデビュー。                                            |
| チェア （朝: 채아、英: Chaea）   | - 本名：キム・チェヨン（朝: 김채영、英: Kim Chae-Young） - 生年月日：1997年7月5日（27歳） - 身長：166cm - 血液型：B型 - 出身地： 韓国 - ポジション：メインダンサー、リードラッパー - 元GOOD DAYのメンバーでCHERRYとして活動していた。   |
| アリ （朝: 아리、英: Ari）       | - 本名：ファン・ナユン（朝: 황나윤、英: Hwang Na-Yun） - 生年月日：1999年3月30日（25歳） - 身長：163cm - 血液型：O型 - 出身地： 韓国 - ポジション：リードボーカル - 元GOOD DAYのメンバーでナユンとして活動していた。                    |
| ボミン （朝: 보민、英: Bomin）   | - 本名：キム・ボミン（朝: 김보민、英: Kim Bo-Min） - 生年月日：2001年9月24日（23歳） - 身長：168cm - 血液型：AB型 - 出身地： 韓国 - ポジション：メインラッパー、リードダンサー、ビジュアル - 元GOOD DAYのメンバーで同名で活動していた。 |

## ディスコグラフィー

### シングル
| No. | タイトル                  | 収録曲                                                        |
| --- | ------------------------- | ------------------------------------------------------------- |
| 1st | PREQUEL （2020年5月19日） | 1. ColorFull 2. ColorFull (Instrumental) 3. Spoiler (CD Only) |

### ミュージックビデオ
| 年     | MV          | DANCE PRACTICE |
| ------ | ----------- | -------------- |
| 2020年 | - ColorFull | - ColorFull    |